# Liberation (album de Divine Comedy)
Pour les articles homonymes, voir Libération.
Albums de The Divine Comedy
Fanfare for the Comic Muse
(1990) Promenade
(1994)
Liberation est le deuxième album de The Divine Comedy datant de 1993, enregistré à Setanta. Bien que le chef du groupe, Neil Hannon, se réfère souvent à lui comme le premier en raison des différences stylistiques du précédent album, Fanfare for the Comic Muse (1990).

## Enregistrement
L'album a été enregistré en l'espace de douze jours en mars 1993 par Hannon et Darren Allison. Hannon a joué la plupart des instruments sur l'album, tandis qu'Allison a été l'ingénieur du son et le batteur.
L'album est sorti, a eu peu de succès commercial.
Il dispose de clavecin, violon, alto, violoncelle, cor français, et un orgue Hammond B3.

## Inspiration
Plusieurs des chansons sont inspirées par des œuvres littéraires : 
- Bernice Bobs Her Hair est basé sur le conte du même nom par F. Scott Fitzgerald ;
- Three Sisters est sur la pièce Les Trois Sœurs d'Anton Tchekhov ;
- Lucy est une fusion de trois des poèmes sur Lucy par William Wordsworth ;
- Timewatching s'inspire de la chanson populaire When I Fall In Love ;
- Death of a Supernaturalist est précédée par une citation de Chambre avec vue d'E.M. Forster, dite par Julian Sands et Daniel Day-Lewis et de l'extrait du film de James Ivory. Le titre est une référence au poème de Seamus Heaney, "Death of a Naturalist".
- Plus ludique, Festive Road est un hommage aux enfants de programmes de télévision M. Benn.

## Liste des titres
| No  | Titre                                     | Musique                           | Durée |
| --- | ----------------------------------------- | --------------------------------- | ----- |
| 1.  | Festive Road                              | Neil Hannon                       |       |
| 2.  | Death of a Supernaturalist                | Neil Hannon                       |       |
| 3.  | Bernice Bobs Her Hair                     | Neil Hannon                       |       |
| 4.  | I Was Born Yesterday                      | Neil Hannon                       |       |
| 5.  | Your Daddy's Car                          | Neil Hannon                       |       |
| 6.  | Europop                                   | Neil Hannon                       |       |
| 7.  | Timewatching                              | Neil Hannon                       |       |
| 8.  | The Pop Singer's Fear of the Pollen Count | Neil Hannon                       |       |
| 9.  | Queen of the South                        | Neil Hannon                       |       |
| 10. | Victoria Falls                            | Neil Hannon                       |       |
| 11. | Three Sisters                             | Neil Hannon                       |       |
| 12. | Europe by Train                           | Neil Hannon                       |       |
| 13. | Lucy                                      | William Wordsworth et Neil Hannon |       |

Toutes les chansons sont écrites et composées par Neil Hannon, sauf 20 (Leonard Cohen).
| 1.  | Untitled Melody)                                 | 2:02 |
| 2.  | Your Daddy's Car (Demo))                         | 3:53 |
| 3.  | Queen Of The South (Demo)                        | 4:08 |
| 4.  | Europop (Live)                                   | 4:10 |
| 5.  | Little Darlin'                                   | 1:46 |
| 6.  | Bernice Bobs Her Hair (Early Idea)               | 2:57 |
| 7.  | Bontempi Beats 1                                 | 2:29 |
| 8.  | The Pop Singer's Fear Of The Pollen Count (Demo) | 4:20 |
| 9.  | Europe By Train (Live)                           | 4:59 |
| 10. | I Can Think (But I Can't Feel)                   | 2:59 |
| 11. | Lucy (Early Version)                             | 4:02 |
| 12. | Festive Road (Demo)                              | 2:11 |
| 13. | Three Sisters (Live)                             | 4:12 |
| 14. | I Was Born Yesterday (Early Idea)                | 3:10 |
| 15. | Bontempi Beats 2                                 | 2:56 |
| 16. | Christmas With The Hannons                       | 2:29 |
| 17. | Victoria Falls (Demo)                            | 4:11 |
| 18. | Timewatching (Demo)                              | 3:31 |
| 19. | Bontempi Beats 3                                 | 2:30 |
| 20. | Suzanne (Live)                                   | 3:30 |

## Musiciens
- Neil Hannon - chant, guitare, guitare basse, piano, claviers, clavecin et orgue
- Allison Darren - batterie et percussions
- Lucy Castel - alto et violon
- Scott Monica - violoncelle
- Quentin Hutchinson - cor